# Montitxelvo
Montitxelvo (castellà: Montichelvo, oficialment Montitxelvo/Montichelvo) és un municipi de la comarca de la Vall d'Albaida, al País Valencià. Limita amb les localitats d'Aielo de Rugat, Benicolet i Terrateig, a la Vall d'Albaida, i amb l'Orxa de la comarca del Comtat.

## Geografia
La localitat està situada a 20 km de la costa mediterrània i a l'est de la comarca de la Vall d'Albaida.
El terreny és accidentat, sobretot a l'extrem meridional, on es donen les majors altures a les Penyes Albes (656 m), les quals formen part del gran anticlinal prebètic, format per les serres de Benicadell i Ador. A l'oest de la població es troba el Tossal de la Creueta (409 m). Al barranc del Molí es troba la font amb el mateix nom.
Des de València, es pot arribar a la població a través de l'A-7 per enllaçar amb la CV-40 i finalitzar en la CV-60.

## Història
El 1343, Pere el Cerimoniós va donar la vila a Vidal de Vilanova. Temps després, el senyoratge passà a la família Mercader.
Les dades més antigues conegudes sobre demografia es remunten al segle xvi: el 1527 comptava amb 40 cases habitades per uns 200 pobladors moriscos, els quals el 1609 comptaven ja amb 75 cases, però el decret d'expulsió dels moriscos les deixà pràcticament deshabitades. El 1646, només s'hi havien repoblat 32 cases. Durant el segle xviii el nombre d'habitants augmentà considerablement fins a arribar al mig centenar el 1794. Un segle després, el 1900, tenia 819 habitants.

## Política i govern

### Composició de la Corporació Municipal
El Ple de l'Ajuntament està format per 7 regidors. En les eleccions municipals de 26 de maig de 2019 foren elegits 5 regidors de Per Montixelvo (X) i 2 del Partit Popular (PP).
| Eleccions municipals de 26 de maig de 2019 - Montitxelvo                                                         |                                     |                                     |                                     |      |          |          |
| Candidatura | Candidatura                         | Candidatura                         | Cap de llista                       | Vots | Vots     | Regidors |
| | Per Montitxelvo                     |                                     | Jesús Bataller Soler                | 254  | 72,36%   | 5 ()     |
| | Partit Popular                      |                                     | Teresa Lorente Pérez                | 90   | 25,64%   | 2 ()     |
| | Vots en blanc                       |                                     |                                     | 7    | 1,99%    |          |
| Total vots vàlids i regidors                                                                                     | Total vots vàlids i regidors        | Total vots vàlids i regidors        | Total vots vàlids i regidors        | 351  | 100 %    | 7        |
| | Vots nuls                           | Vots nuls                           | Vots nuls                           | 13   | 3,57%    |          |
| Participació (vots vàlids més nuls)                                                                              | Participació (vots vàlids més nuls) | Participació (vots vàlids més nuls) | Participació (vots vàlids més nuls) | 364  | 84,26%** |          |
| Abstenció | Abstenció                           | Abstenció                           | Abstenció                           | 68*  | 15,74%** |          |
| Total cens electoral                                                                                             | Total cens electoral                | Total cens electoral                | Total cens electoral                | 432* | 100 %**  |          |
| Alcalde: Jesús Bataller Soler (X) (15/06/2019)                                                                   |                                     |                                     |                                     |      |          |          |
| Fonts: JEC, JEZ Gandia, Periòdic Ara. (* No són vots sinó electors. ** Percentatge respecte del cens electoral.) |                                     |                                     |                                     |      |          |          |

### Alcaldia
Des de 2019 l'alcalde de Montitxelvo és Jesús Bataller Soler, de Per Montitxelvo (X).
| Període                       | Alcalde o alcaldessa      | Partit polític | Data de possessió | Observacions |
| ----------------------------- | ------------------------- | -------------- | ----------------- | ------------ |
| 1979–1983                     | Vicente Mahiques Climent  | AI             | 19/04/1979        | --           |
| 1983–1987                     | Vicente Mahiques Climent  | PSPV-PSOE      | 28/05/1983        | --           |
| 1987–1991                     | Vicente Mahiques Climent  | PSPV-PSOE      | 30/06/1987        | --           |
| 1991–1995                     | Antonio Vicedo Escrivà    | PP             | 15/06/1991        | --           |
| 1995–1999                     | Eugenio Canet Climent     | PP             | 17/06/1995        | --           |
| 1999–2003                     | José Lorente Femenía      | PP             | 03/07/1999        | --           |
| 2003–2007                     | Josep Miquel Climent Orts | PSPV-PSOE      | 14/06/2003        | --           |
| 2007–2011                     | Josep Miquel Climent Orts | PSPV-PSOE      | 16/06/2007        | --           |
| 2011–2015                     | Josep Miquel Climent Orts | PSPV-PSOE      | 11/06/2011        | --           |
| 2015–2019                     | Josefina Pou Faus         | X              | 13/06/2015        | --           |
| 2019-2023                     | Jesús Bataller Soler      | X              | 15/06/2019        | --           |
| Des de 2023                   | n/d                       | n/d            | 17/06/2023        | --           |
| Fonts: Generalitat Valenciana |                           |                |                   |              |

## Demografia
| 1990 | 1992 | 1994 | 1996 | 1998 | 2000 | 2002 | 2004 | 2005 |
| ---- | ---- | ---- | ---- | ---- | ---- | ---- | ---- | ---- |
| 663  | 622  | 615  | 610  | 601  | 597  | 649  | 673  | 660  |

## Economia
L'economia local està principalment basada en l'agricultura. D'ella depenen la major part dels llocs de treball i dels ingressos de la població.

## Monuments
- Arcada del Planet. Es tracta d'un aqüeducte que sembla datar del segle xv i que fou reconstruït a finals del xvii o principis del xviii.
- Església Parroquial. Té per titular Santa Anna, i fou reformada al segle xviii.
- Molí de Micairent. Possiblement construït durant el segle xviii a prop d'un despoblat morisc.
- Ermita del Salvador. Xicoteta ermita devocional construïda a finals del segle xix.
- Bassa del Sastre. Magnífica obra d'enginyeria hidràulica construïda possiblement a finals del segle xvii i reconstruïda en nombroses ocasions.
- Riuraus. Els riuraus formen part dels paisatge rural de la zona, però estan desapareixent per falta de manteniment. La majoria es construïren al segle xix.

## Festes locals
- Festes Patronals. Se celebren durant el primer diumenge de maig en honor de la Inmaculada Concepcció,a la Mare de Déu del Roser, al Crist del Perdó i a la Divina Aurora. Durant les festes s'organitzen convits, processons religioses, revetles, concerts de la banda de música local...